# ماركو كولينز
ماركو كولينز (بالإنجليزية: Marco Collins)‏ هو دي جيه أمريكي، ولد في 25 فبراير 1965.